# Werner Theobald
Werner Theobald (* 1958) ist ein deutscher Philosoph und Ethiker.

## Leben
Von 1978 bis 1983 studierte er Philosophie, Psychologie, Sozialwissenschaften und Theologie in Kiel und Münster. Nach der Promotion 1994 in Philosophie in Kiel und der Habilitation 2002 für Philosophie an der Universität Karlsruhe war er von 2004 bis 2012 Privatdozent am Zentrum für Ethik der Universität Kiel, wo er schwerpunktmäßig Medizinethik lehrte und das er von 2008 bis 2012 wissenschaftlich leitete. 2012 wurde er zum Außerplanmäßigen Professor ernannt und führte bis 2014 die Geschäfte des Gustav-Radbruch-Netzwerks für Philosophie und Ethik der Umwelt. Anschließend lehrte er als Professor für Ethik in den Lebenswissenschaften an der Agrar- und Ernährungswissenschaftlichen Fakultät der Universität Kiel. 
Seine Arbeitsschwerpunkte sind Grundlagen der Ethik, Bioethik, Moralpsychologie und neurobiologische Grundlagen moralischen Verhaltens.
Im Sommer 2024 endete seine Lehrtätigkeit an der Universität Kiel. Seither ist er Visiting Fellow am Ethikzentrum der Friedrich-Schiller-Universität Jena.

## Schriften (Auswahl)
- Das verletzbare Selbst. Trauma und Ethik. Psychosozial-Verlag, Gießen, 2020. ISBN 978-3837930245
- Ohne Gott? Glaube und Moral. Sankt Ulrich Verlag, Augsburg, 2008. ISBN 978-3867440424
- Mythos Natur, Die geistigen Grundlagen der Umweltbewegung. Wissenschaftliche Buchgesellschaft, Darmstadt, 2003. ISBN 978-3534174232
- Hypolepsis. Mythische Spuren bei Aristoteles. Academia, Sankt Augustin, 1999. ISBN 978-3-89665-105-1